# Néstor Restivo
Néstor Adrián Restivo (Buenos Aires, 18 de julio de 1960) es un periodista, historiador y docente argentino, con amplia experiencia en medios periodísticos y varios libros publicados.

## Biografía
Tras estudiar en escuelas públicas los niveles primario (en la escuela Avelino Herrera) y secundario (en el Colegio Comercial n.º 20 Juan Agustín García), en el año 1981 se recibió de periodista en el Instituto Grafotécnico de Buenos Aires.
En 1993 egresó como licenciado en Historia de la Facultad de Filosofía y Letras de la Universidad de Buenos Aires (UBA).
Entre 1996 y 2005 fue docente de grado y posgrado en la Carrera de Ciencias de la Comunicación de la Facultad de Ciencias Sociales de la UBA.
En 1997 y 1998 realizó estudios de posgrado durante una beca ―con el patrocinio del Programa Fulbright y la Fundación Antorchas― como «visiting researcher» (‘investigador visitante’) en la Universidad de Georgetown, en Washington DC (Estados Unidos).
Entre 2012 y 2013 dictó seminarios de promoción para diplomáticos en el Instituto del Servicio Exterior de la Nación.
En las décadas de 1990 y 2000 realizó numerosos cursos de capacitación para periodistas del Mercosur organizados en
Alemania,
Bélgica,
Chile,
Estados Unidos,
Israel,
Japón,
Uruguay
y otros países.

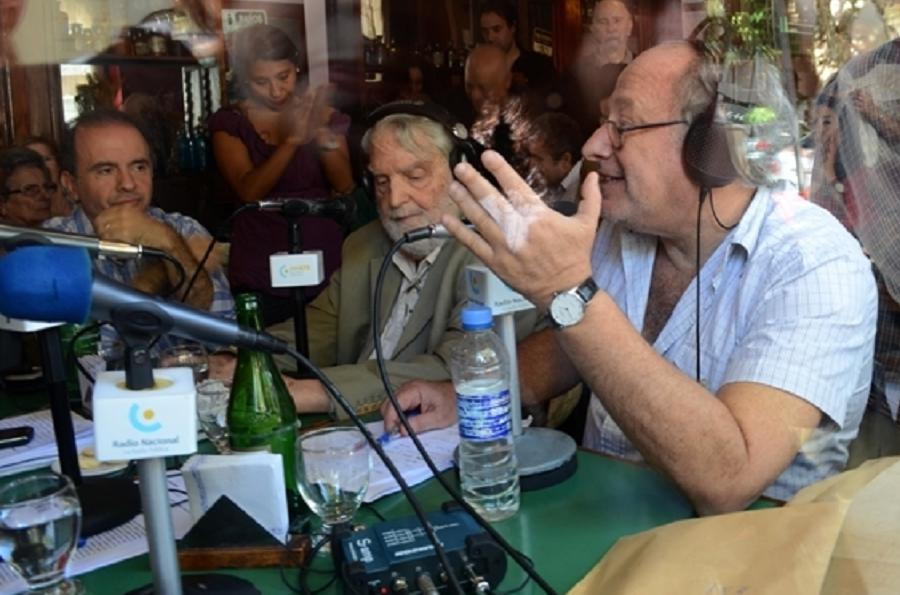
En el programa de radio Gente de a pie, Néstor Restivo y Mario Wainfeld (1948-) con el historiador Osvaldo Bayer (1927-2018) en un bar de avenida Directorio (Buenos Aires), 13 de abril de 2013.

Como periodista, comenzó su carrera a fines de los años setenta en el periódico Prensa Económica y The Buenos Aires Herald. Trabajó luego en El Periodista, entre otros medios.
En 1982 ingresó a trabajar en el diario Clarín (Buenos Aires), en la sección de Economía.
Trabajó allí durante 26 años.
En 2004 ingresó como periodista en Radio Nacional.
Comenzó en el programa de Oscar Raúl Cardoso y luego continuó con Héctor Larrea y Luciano Galende y en el programa Gente de a pie ―conducido por el periodista Mario Wainfeld (n. 1948)―, junto a
Mariana Enríquez (n. 1973),
Carolina Francisco,
Irina Hauser (n. 1971),
Beto Quevedo (n. 1953),
Martín Rodríguez y
Sergio Wischñevsky (n. 1965).
Es coconductor ―con Telma Luzzani (n. 1951) y Mercedes López San Miguel― de un programa de radio que primero se emitía por radio AM 750 (de Buenos Aires) y desde 2018 por Radio Cooperativa AM770; también colaborara ―como columnista de temas de economía a internacionales― en medios como el diario Página/12 y la revista Caras y Caretas.
Desde 2011 dirige ―junto con el periodista Gustavo Ng―, la revista Dang Dai (de intercambio entre Argentina y la República Popular China), además de su portal de noticias
Restivo ha asistido al videoartista Ricardo Pons, en el trabajo de investigación histórica para sus obras Proyecto Pulqui II (2001-2004) y Ciudad anarquista americana (2006).
Desde que empezó en la profesión periodística ha tenido también una intensa vida gremial en el sindicato de prensa,
como delegado de los trabajadores del diario Clarín (Buenos Aires) y más tarde secretario de Derechos Humanos ―en tres oportunidades: 1986-1988, 1990-1992 y 1992-1995― de la Unión de Trabajadores de Prensa de Buenos Aires. Fue parte de la Mesa de Coyuntura del Instituto de Capacitación de la CTA (Central de los Trabajadores Argentinos) y en 2001 se integró a la agrupación La Gremial de Prensa, de la que en las elecciones de 2016 fue candidato a secretario general adjunto.
En 2012 viajó a China tras ganar un concurso de conocimiento sobre China organizado por Radio China Internacional.
En 2014 volvió a viajar en un programa conjunto de la fundación Diálogos Estratégicos (Argentina) y la Universidad de Nankín (China).
En 2017, 2018 y 2019 hizo otros viajes a China invitado para dar conferencias en la XISU (Xi'an International Studies University: Universidad de Estudios Internacionales de [la ciudad de] Xi'an), en la SHU (Shanghai University: Universidad de [la ciudad de] Shanghái) y en la SWUST (SouthWest University of Science and Technology, de la ciudad de Mianyang).
Sobre temas relacionados con la República Popular China, es parte de la cátedra respectiva y los ciclos de cursos y equipo de investigación de la Universidad de Congreso y del posgrado en Estudios sobre China en la Universidad Nacional de La Plata. Integra el Grupo de Trabajos sobre China en el CARI (Consejo Argentino para las Relaciones Internacionales) y otras instituciones.
En 2020 fue designado miembro del Consejo Asesor Honorario de la Cancillería argentina.

## Libros

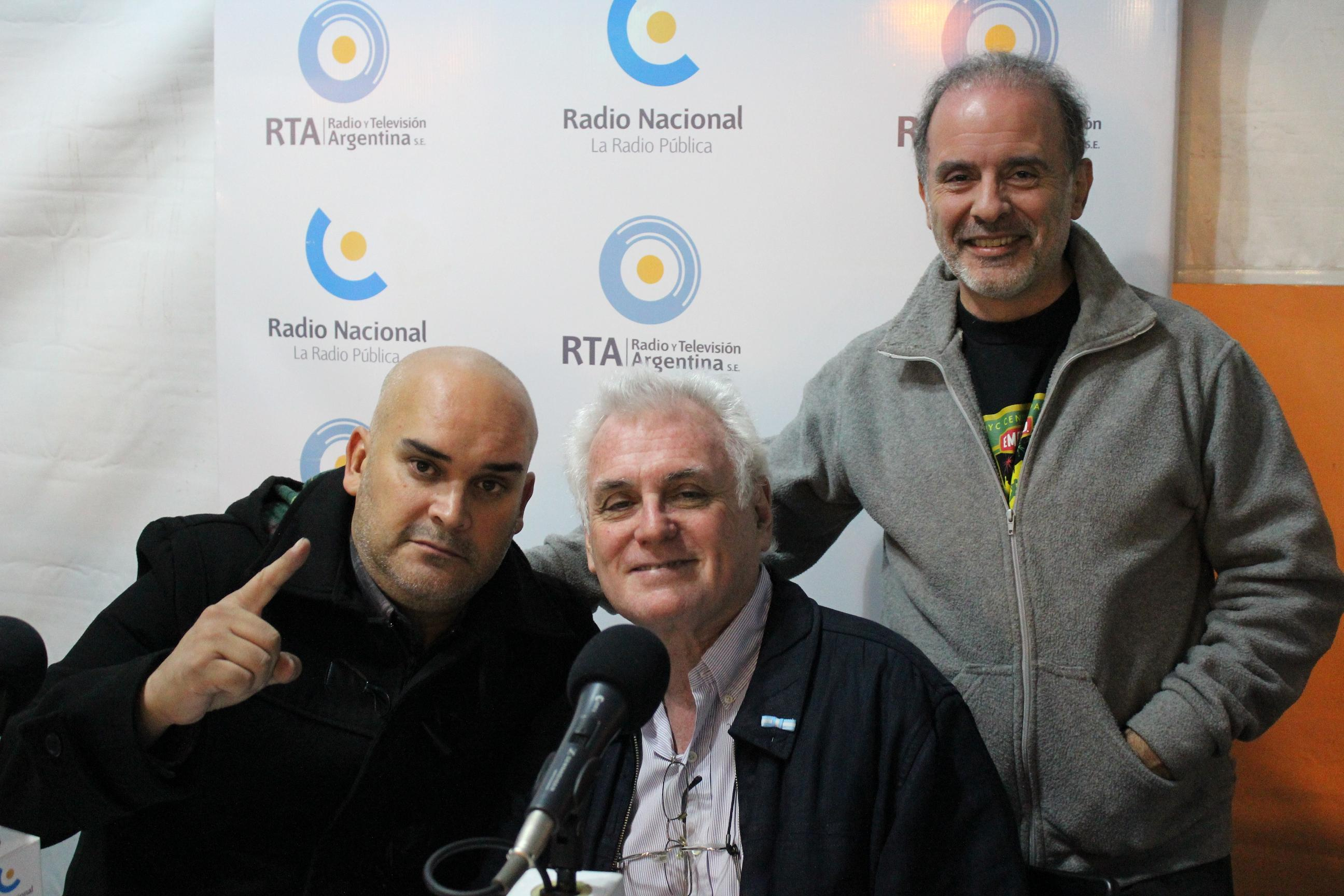
Néstor Restivo con el periodista Carlos Ulanovsky y el humorista Damián Ramil (el Sr. Magallanes) en el programa Mañana más,
que condujo Luciano Galende entre 2012 y 2015 por Radio Nacional (Buenos Aires).

- 1986: Haroldo Conti, con vida (con Camilo Sánchez). Buenos Aires: Nueva Imagen, 1986.
  - 1999: reeditado como Haroldo Conti. Biografía de un cazador. Rosario: Homo Sapiens/TEA, 1999.
  - 2005: reeditado como Haroldo Conti. Una épica del río y la llanura. Buenos Aires: Desde la Gente, 2005.
- 1986: Periodistas desaparecidos. Con vida los queremos (coordinador). Buenos Aires: APBA, 1986, luego reeditado por la UTPBA.
- 2003: Chile. La crisis de 1973 y los ciclos económicos. Buenos Aires: Facultad de Ciencias Económicas de la UBA, Federación Judicial Argentina y CTA, 2003.
- 2005: El Rodrigazo. 30 años después (con Raúl Dellatorre). Buenos Aires: Capital Intelectual, 2005.
  - 2016: reeditado como El Rodrigazo. El lado oscuro del ajuste que cambió a la Argentina. Buenos Aires: Capital Intelectual, 2016.
- 2010: El otro bicentenario. 200 hechos que no hicieron patria (con Camilo Sánchez y Gustavo Ng). Buenos Aires: Aguilar, 2010.
- 2011: El accidente Grinspun. Un ministro desobediente (con Horacio Rovelli). Buenos Aires: Capital Intelectual, 2011.[13]
- 2015: Los trabajadores en el No al ALCA. De Miami a Mar del Plata (coordinador). Buenos Aires: FETIA y CTA, 2015.
- 2015: China, el aliado inesperado. Presente y futuro de las relaciones entre Argentina y la República Popular China. Villa María: Editorial Universitaria de Villa María, 2015.[14]
- 2015: Todo lo que necesitás saber sobre China (con Gustavo Ng). Buenos Aires: Paidós, 2015.[15][16][17][18]
- 2023 11S, la crisis cíclica y el golpe de Estado contra Allende. Buenos Aires: Ediciones Callao, 2023. Edición conmemorativa a 50 años del golpe de Estado en Chile*[19]

## Premios y reconocimientos

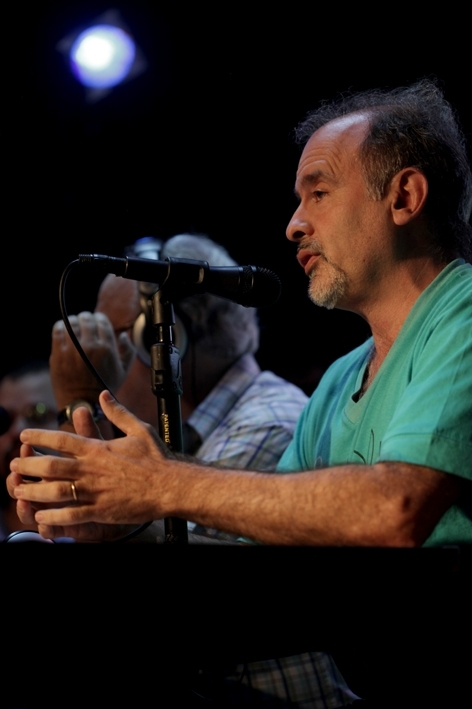
Néstor Restivo da una conferencia en el bar Torcuato Tasso (en Buenos Aires), 24 de marzo de 2015.

En 1986, Néstor Restivo ganó el concurso de periodismo económico de la Universidad de Columbia, de Nueva York (Estados Unidos).
Durante su gestión, la Secretaría de Derechos Humanos de la UTPBA fue distinguida por los premios TEA.
Desde esa función, gestionó ante la Comisión Interamericana de Derechos Humanos (1992), ante la Federación Latinoamericana de Periodistas (1994) y ante la Conferencia Mundial de Derechos Humanos de la Organización de las Naciones Unidas (Viena, 1993) numerosos denuncias de persecución, juicios y ataques a periodistas de su país y de América Latina.
En 2012 ganó el Concurso de Conocimientos sobre China organizado por la embajada de la República Popular China en Argentina, Radio China Internacional y Hanban-Instituto Confucio con motivo del 40.º aniversario del establecimiento de relaciones bilaterales, lo que le permitió realizar su primer viaje a Pekín (China).

## Vida privada
Néstor Restivo es uno de los dos hijos de Teresa Romano y Pedro Restivo, ambos a su vez hijos de inmigrantes del sur de Italia. Los Restivo llegaron a Buenos Aires en 1905 desde Gangi (Sicilia); los Romano, desde Potenza (región de Basilicata).
Está casado con Marcela Fernández Vidal (licenciada en Letras y profesora de Literatura de la Universidad de Buenos Aires), con quien tiene un hijo, y viven en el barrio de Parque Chacabuco (Ciudad Autónoma de Buenos Aires).